# 潜江新时代购物广场
30°25′25″N 112°53′29″E / 30.42370°N 112.89140°E
潜江新时代购物广场，是中华人民共和国湖北省潜江市的一个购物广场，地址位于东风路124号。

## 生平
1973年，当地修建潜江电影院。1994年，潜江电影院进行改造升级，更名为潜江影楼。楼上设有贵宾厅、明星厅等，2005年一楼租给个体户经营服装百货，东侧租给餐饮行业，由于有烧烤店经营，影楼成为湖北省重大火灾隐患单位。2007年拆除，在原址上新建新时代购物广场。